# Ниски Татри
Ниските Татри (на словашки: Nízke Tatry) е обособен планински масив в Западните Карпати, разположен в централната част на Словакия. Има форма на леко изпъкнала на север дъга с дължина от запад на изток около 100 km. Максимална височина връх Дюмбиер (2043 m), извисяващ се в централната му част. От север и юг е заграден от дълбоки речни долини, които го отделят от съседните планински масиви - на север долината на река Вах (ляв приток на Дунав) – от масива на Високите Татри, а на изток долината на река Хрон (ляв приток на Дунав) – от Словашките Рудни планини. На запад чрез висока седловина се свързва с масива Голяма Фатра, а на изток чрез още по-висока седловина – с източните части на Словашките Рудни планини. Планината се отличава със своя относително плосък гранитен гребен и силно разчленени на отделни масиви варовикови склонове с интензивно развитие на карстови форми – валози, ували, пропасти, пещери (Демяновска, Слободи, Добщинска и др.), които са известни туристически обекти. Реките стичащи се по южните склонове са десни притоци на Хрон, а тези по северните – леви притоци на Вах, като и двете реки водят началото си от крайните източни части на планината и са леви притоци на Дунав. Склоновете на Ниските Татри са обрасли със смърчово-елови гори, а високите му части са заети от храсти и планински пасища. В подножията ѝ бликат множество минерални извори.